# 總章
總章（668年二月—670年二月）是唐高宗李治的第六個年号。唐朝使用这个年号共2年餘。
《旧唐书》和新疆出土的《唐纪元钞》作封三年二月改元總章元年；《新唐书》和《资治通鉴》作封三年三月改元。《崔穆墓志》内文“乾封三年，卒於私寢。粵以總章元年歲次戊辰三月乙酉朔一日乙酉，葬於屯留故城西之高原”，可知二月業已改元；陳靈海考證認為二月改元為對。

## 改元
- 乾封三年——二月十二日，改元總章元年。[4][5][6]
- 總章三年——三月一日，改元咸亨元年。[7][8][9]

## 纪年
| 總章 | 元年  | 二年  | 三年  |
| ---- | ----- | ----- | ----- |
| 公元 | 668年 | 669年 | 670年 |
| 干支 | 戊辰  | 己巳  | 庚午  |

## 參看
- 中國年號索引

## 引用
1. ↑  李崇智，《中國歷代年號考》，第99頁。
2. ↑  録自《隋唐五代墓誌匯編》山西卷第一冊。
3. ↑  陳靈海，《唐代改元小考》 ，《浙江學刊》2012年第3期，第63頁。
4. ↑  劉昫.  . 维基文库.「〔乾封三年二月〕丙寅，以明堂制度歷代不同，漢、魏以還，彌更訛舛，遂增損古今，新制其圖。下詔大赦，改元為總章元年。」
5. ↑  歐陽脩.  . 维基文库.「〔總章元年〕三月庚寅，大赦，改元。」
6. ↑  司馬光.  . 维基文库.「〔總章元年〕朝廷議明堂制度略定，三月，庚寅，赦天下，改元。」
7. ↑  劉昫.  . 维基文库.「〔總章三年〕三月甲戌朔，大赦天下，改元為咸亨元年。」
8. ↑  歐陽脩.  . 维基文库.「〔咸亨元年〕三月甲戌，大赦，改元。」
9. ↑  司馬光.  . 维基文库.「咸亨元年……三月，甲戌朔，以旱，赦天下，改元。」